# Long Châu Sa
Long Châu Sa là một tỉnh cũ của Việt Nam Dân chủ Cộng hòa.

## Lịch sử
Tháng 6 năm 1951, hợp nhất tỉnh Long Châu Sa trên cơ tỉnh Long Châu Tiền và tỉnh Sa Đéc (tỉnh Long Châu Sa bao gồm một phần tỉnh Châu Đốc, một phần tỉnh Long Xuyên và tỉnh Sa Đéc).
Tỉnh Long Châu Sa có 7 huyện: Châu Thành (Sa Đéc), Lai Vung, Cao Lãnh, Tân Hồng, Tân Châu, Phú Châu (nay là huyện Phú Tân, tỉnh An Giang), Chợ Mới. Hai huyện Tân Hồng và Tân Châu được lập ra do chia lại ranh giới 2 huyện Hồng Ngự và Tân Châu.
Tháng 7 năm 1951, nhập thêm huyện Lấp Vò vào tỉnh Long Châu Sa.
Tỉnh Long Châu Sa tồn tại cho đến năm 1954.
Tỉnh này không được chính quyền Quốc gia Việt Nam của Bảo Đại và chính quyền Việt Nam Cộng hòa công nhận.
Năm 1954, chính quyền Việt Minh giải thể các tỉnh Long Châu Sa, Long Châu Hà để tái lập tỉnh Châu Đốc, tỉnh Long Xuyên, tỉnh Sa Đéc và tỉnh Hà Tiên như cũ.
Địa bàn tỉnh Long Châu Sa nay một phần thuộc tỉnh An Giang, một phần thuộc tỉnh Đồng Tháp.